# Kevin Richardson (piłkarz)
Kevin Richardson (ur. 4 grudnia 1962) – angielski piłkarz występujący na pozycji pomocnika. W ciągu swojej kariery reprezentował barwy takich klubów jak Everton, Watford, Arsenal, Real Sociedad, Aston Villa, Coventry City, Southampton, Barnsley i Blackpool. Po tym, jak przestał wyczynowo uprawiać sport, zajął się pracą szkoleniową, lecz nigdy nie poprowadził samodzielnie żadnego zespołu.